# BR Волка
BR Волка (лат. BR Lupi) — карликовая новая, двойная катаклизмическая переменная звезда типа U Близнецов (UG) в созвездии Волка на расстоянии (вычисленном из значения параллакса) приблизительно 2042 световых лет (около 626 парсеков) от Солнца. Видимая звёздная величина звезды — от +17,5m до +13,1m. Орбитальный период — около 0,0795 суток (1,908 часов).

## Характеристики
Первый компонент — аккрецирующий белый карлик. Масса — около 0,98 солнечной.
Второй компонент — красный карлик спектрального класса M. Масса — около 0,112 солнечной, радиус — около 0,175 солнечного.